# Попов Сергій Сергійович (музикант)
Сергій Попов (рос. — Сергей Попов) — російський рок -музикант, з 2002 року виступає у хард'н'хеві-гурті «Арія». Грає на електро-гітарі. Відомий, як гітарист гуртів «Мастер» (до 1998 року) та «Ария» (з 2002).

## Біографія
Народився 20 вересня 1959 року у Хамовниках, Москва. Батько Сергія захоплювався музикою, грав джаз. Сергій закінчив електротехнічний інститут зв'язку у Москві та філармонію у Краснодарі. Грати на гітарі почав у 13 років, а з моменту вступу до інституту у 1976 році — почав виступи спочатку у самодіяльних, а пізніше й професійних рок-гуртах.

## Кар'єра

### Ранні роки
Захоплення Сергія важкою музикою почалося в юнацькі роки, з прослуховування «Deep Purple», «Led Zeppelin» та «Black Sabbath». Після кількох аматорських рок-гуртів в інституті, під час боротьби проти самодіяльних гуртів у СРСР 1983 року, влаштувався до філармонії й приналежного до неї гурту «Здравствуй, песня!». 1986 року цей ВІА розпався.

### Мастер
Після виходу більшої частини тодішнього складу з гурту «Ария» навесні 1987 року, новоутвореному ними колективу «Мастер» знадобився другий гітарист. Це місце і зайняв Сергій. Він був постійним учасником цього популярного наприкінці 1980-х метал-гурту у перші 4 роки його існування. Після нетривалого уходу — повернувся спочатку у якості сесійного виконавця для запису нового альбому, та залишився в гурті. Навіть після свого третього уходу 1997 року, він ще виступав з гуртом на гастролях у 1998 як запрошений виконавець. Саме після гастролей з цим гуртом та Артуром Беркутом 1998 року у Франції Сергій та Артур вирішили відродити в Росії ще американський проект Беркута — «ZOOOM». Але проект не був успішним і його швидко було закрито. Так само не стали успішними й кілька наступних гуртів, де він грав до 2002 року. Дебютні композиції авторства Сергія у гурті «Мастер» вийшли на платівці «С петлёй на шее» 1989 року (наклад — понад 2 млн. офіційних студійних примірників). Це були пісні «Боже, храни нашу злость» та «Война». Тексти для цих пісень, як і для інших композицій гурту, писали запрошені поети. На англомовній платівці «Talk of the Devil» 1992 року Сергієм була створена музика для пісень «Danger» (укр. — «Небезпека»), «Live to die» (укр. — «Живи, щоб вмерти») та «Tsar» (укр. — «Цар»). На «Maniac Party» співавторами всіх пісень вважається весь гурт із Сергієм включно, а для платівки «Песни мёртвых» він написав вже половину музичного матеріалу (5 композицій), а крім того, ще й дебютував у якості автора текстів пісень професійного гурту: пісні «Дикие гуси» і «Я не хочу войны» на власну музику, а також «Надоело» (укр. «Набридло») й «Только ты сам» на музику Грановського. У деяких з пісень гурту Попов також виконував роль бек-вокаліста.

### Ария
З моменту другого великого розколу «Арії» (2002) незмінний учасник колективу. Був єдиним кандидатом на вакантне місце, яке звільнилося у зв'язку з уходом Сергія Терентьєва до гурту «Кіпєлов». У «Арії» продовжилося співробітництво Сергія з Беркутом, який в той самий час зайняв місце на вокалі, звільнене Кіпєловим. Дебютною повноформатною платівкою гурту з Поповим у складі став альбом «Крещение огнём», на якому з'явилась і перша пісня на музику Сергія: «Битва» (слова: М.Пушкіна ).. На наступній платівці — «Армагеддон» ( 2006 рік), Попов став автором музики вже двох пісень: «Меченый злом» (укр. - «Помічений злом») та «Викинг». У другій з них Сергій також виступив співавтором тексту (разом з Пушкіною), що є для «Арії» дуже рідкісне явище (зазвичай тексти пісень пишуть професійні поети, а не самі музиканти). Текст для композиції «Меченый злом» було написано Ніною Кокарєвою, з якою «Ария» до того не співпрацювала, а Сергій — працював ще у 1980-ті, під час створення пісень гурту «Мастер». На платівці «Феникс» (2011) вийшла композиція «Атилла» на музику Сергія. За словами авторки тексту: Пушкіної, приспів для пісні також написав сам Попов. З матеріалу платівки «Через все времена» (2014) Поповим написані мелодії для пісень «Город» (укр. — «Місто»), «Не сходи с ума» (укр. — «Не сходи з розуму»), та «Ангелы неба». Перша і третя з них знов написані у співавторстві Попова та Пушкіної. Для написання тексту другої: Сергій запросив ще одного старого знайомого за творчістю гурту «Мастер», Олександра Єліна. «Город» та «Не сходи с ума» мають спільну концепцію політичної інформаційної атаки на свідомість людини.

## Гітари
Станом на 2017 рік, грає на гітарах: IBANEZ USA Custom UCEW1FM, Dean Hardtail USA (з автографом Діна Зелінські ), Jackson USA SL2H Soloist Select Series, ESP USA Custom.